# Provinz Santa Cruz de Tenerife
Santa Cruz de Tenerife, kurz S/C de Tenerife, ist eine spanische Provinz. Sie besteht aus den kanarischen Inseln Teneriffa, La Palma, La Gomera und El Hierro. Sie ist nach ihrer Hauptstadt Santa Cruz de Tenerife benannt. Zusammen mit der Provinz Las Palmas bildet sie die Autonome Gemeinschaft Canarias. Die Provinz ist zugleich ein Wahlkreis bei der Wahl zu den Cortes Generales.
Während die meisten Provinzen Spaniens eine Provinzvertretung, -regierung und -verwaltung haben, gibt es in autonomen Gemeinschaften wie den Kanaren, die nur aus einer Provinz bestehen, solche Einrichtungen nicht. Die entsprechenden politischen und administrativen Aufgaben obliegen den Institutionen der Cabildos bzw. der Comunidád Autónoma de Canarias.
Die Landfläche der Provinz nimmt 0,67 % Spaniens ein und liegt damit auf dem 47. Platz der 50 spanischen Provinzen. Mit 2,18 % der Bevölkerung Spaniens liegt die Provinz Santa Cruz de Tenerife auf Rang 14.

## Geschichte
Die Provinz wurde im Dezember 1833 als Provincia de las Islas Canarias (‚Provinz der Kanarischen Inseln‘) konstituiert. Im Jahr 1927 wurde deren östliche Hälfte abgetrennt, um die Provinz Las Palmas zu bilden. Zugleich wurde festgelegt, dass Santa Cruz de Tenerife fortan den Status der Hauptstadt des Archipels mit Las Palmas de Gran Canaria teilt.
Durch das Autonomiestatut von 1982 wurden die Aufgaben der Provinzvertretung, Provinzregierung und Provinzverwaltung der Provinzen Santa Cruz de Tenerife und Las Palmas den Einrichtungen der Cabildos bzw. der Comunidád Autónoma de Canarias übertragen.

## Politische Gliederung

### Inseln

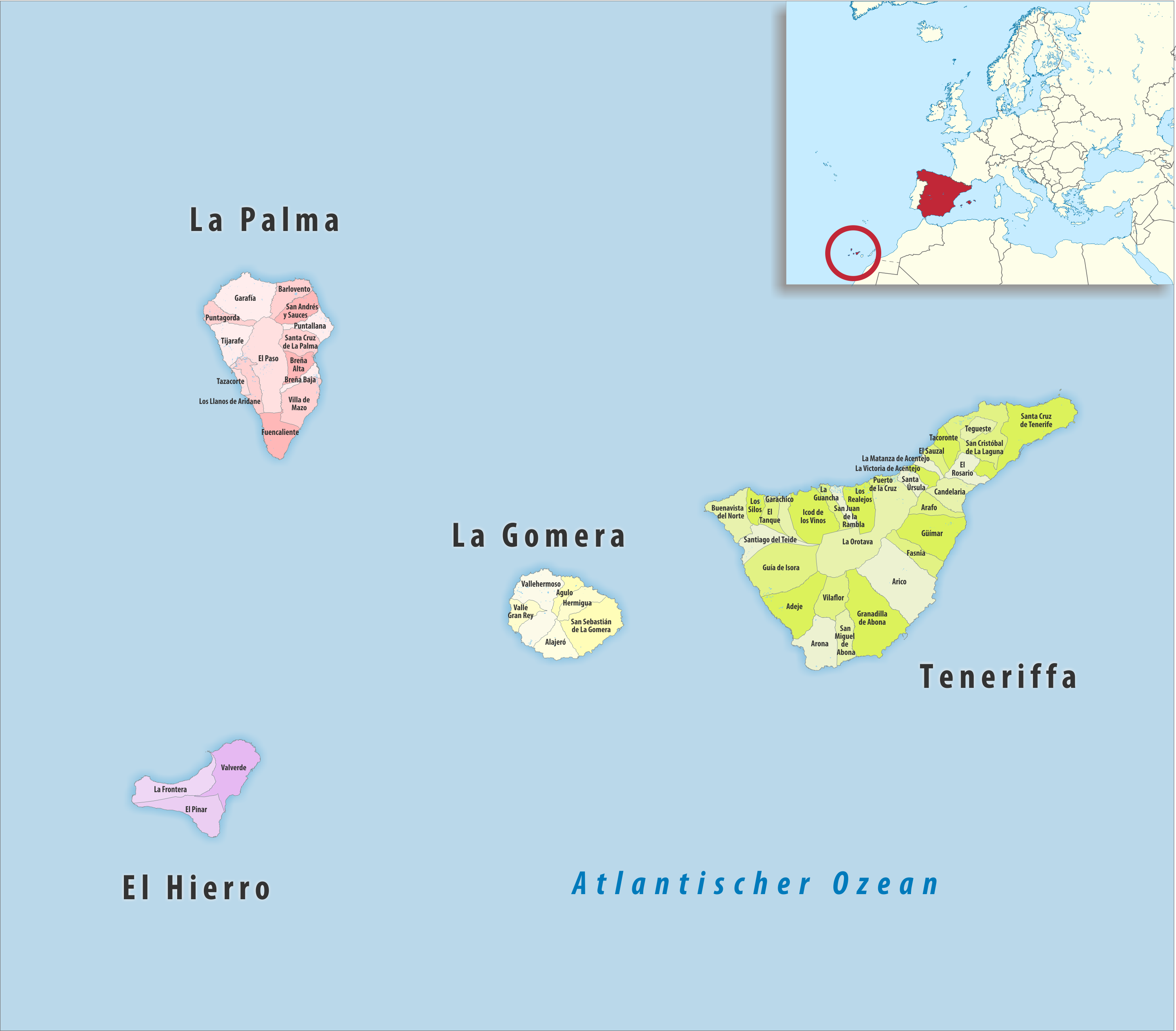
Politische Gliederung der Provinz Santa Cruz de Tenerife

| Flagge                               | Insel                         | Hauptstadt                    | Anzahl Comarcas | Anzahl Gerichts- bezirke | Anzahl Gemeinden | Einwohner (2024) | Fläche (km²) | Dichte (Einw./km²) |
| ------------------------------------ | ----------------------------- | ----------------------------- | --------------- | ------------------------ | ---------------- | ---------------- | ------------ | ------------------ |
| Flagge der Provinz {{{ProvinzName}}} | La Gomera                     | San Sebastián de La Gomera    | 0               | 1                        | 6                | 22.436           | 369,75       | 61                 |
| Flagge der Provinz {{{ProvinzName}}} | El Hierro                     | Valverde                      | 0               | 1                        | 3                | 11.806           | 268,72       | 44                 |
| Flagge der Provinz {{{ProvinzName}}} | La Palma                      | Santa Cruz de La Palma        | 0               | 2                        | 14               | 85.104           | 708,33       | 120                |
| Flagge der Provinz {{{ProvinzName}}} | Teneriffa                     | Santa Cruz de Tenerife        | 0               | 8                        | 31               | 955.063          | 2.034,36     | 469                |
| Gesamt Santa Cruz de Tenerife        | Gesamt Santa Cruz de Tenerife | Gesamt Santa Cruz de Tenerife | 0               | 12                       | 54               | 1.074.409        | 3.381,16     | 318                |

### Comarcas

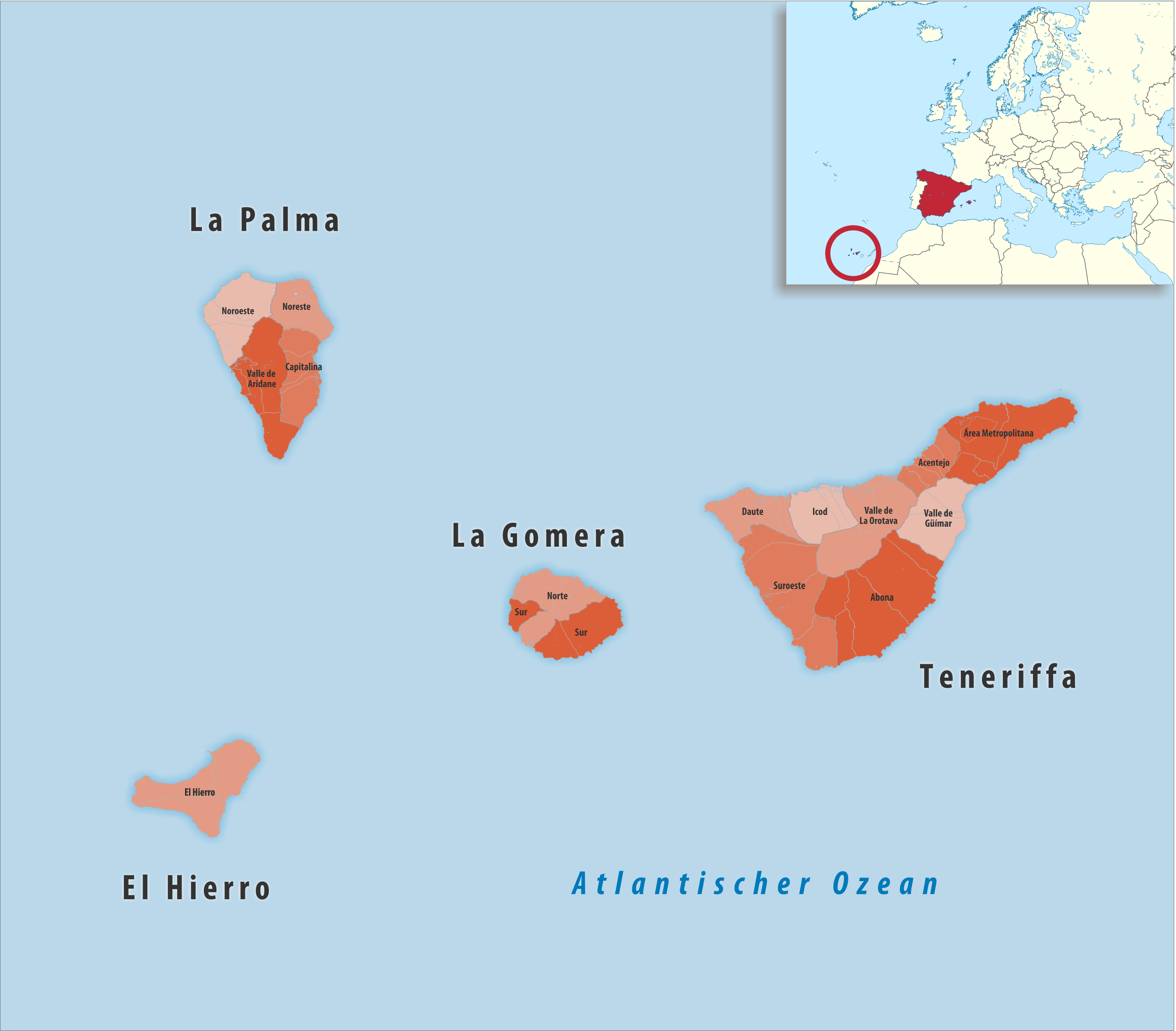
Comarcas in der Provinz Santa Cruz de Tenerife

| Comarca                        | Gemeinden | Einwohner (2024) | Fläche km² | Dichte Einw./km² | Hauptort                   |
| ------------------------------ | --------- | ---------------- | ---------- | ---------------- | -------------------------- |
| Abona                          | 5         | 94.338           | 484,61     | 195              | Granadilla de Abona        |
| Acentejo                       | 5         | 67.883           | 103,46     | 656              | Tacoronte                  |
| Área Metropolitana             | 4         | 401.005          | 318,46     | 1.259            | Santa Cruz de Tenerife     |
| Capitalina                     | 4         | 34.175           | 159,57     | 214              | Santa Cruz de La Palma     |
| Daute                          | 4         | 17.096           | 144,58     | 118              | Garachico                  |
| El Hierro                      | 3         | 11.806           | 268,72     | 44               | Valverde                   |
| Icod                           | 3         | 34.782           | 140,36     | 248              | Icod de los Vinos          |
| Noreste                        | 3         | 9.009            | 121,40     | 74               | San Andrés y Sauces        |
| Noroeste                       | 3         | 7.022            | 187,86     | 37               | Tijarafe                   |
| Norte                          | 3         | 5.949            | 174,38     | 34               | Vallehermoso               |
| Sur                            | 3         | 16.487           | 195,37     | 84               | San Sebastián de La Gomera |
| Suroeste                       | 4         | 172.188          | 383,38     | 449              | Arona                      |
| Valle de Aridane               | 4         | 34.898           | 239,50     | 146              | Los Llanos de Aridane      |
| Valle de Güímar                | 3         | 56.287           | 186,38     | 302              | Candelaria                 |
| Valle de La Orotava            | 3         | 111.484          | 273,13     | 408              | Puerto de la Cruz          |
| Provinz Santa Cruz de Tenerife | 54        | 1.074.409        | 3.381,16   | 318              | Santa Cruz de Tenerife     |

### Gerichtsbezirke

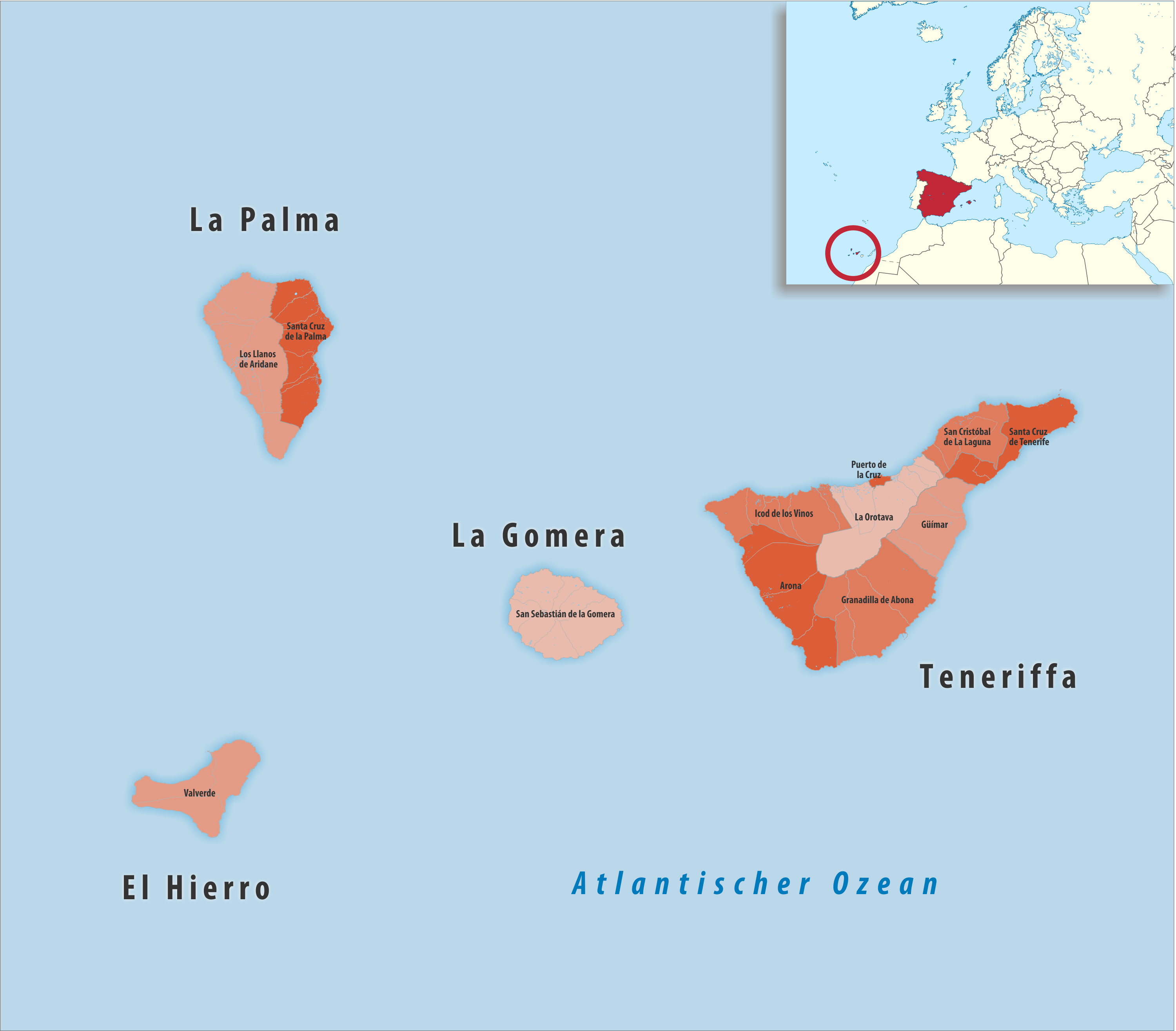
Gerichtsbezirke in der Provinz Santa Cruz de Tenerife

| Gerichtsbezirk                 | Gemeinden | Einwohner (2024) | Fläche km² | Dichte Einw./km² | Hauptquartier              |
| ------------------------------ | --------- | ---------------- | ---------- | ---------------- | -------------------------- |
| Arona                          | 4         | 172.188          | 383,38     | 449              | Arona                      |
| Granadilla de Abona            | 4         | 91.272           | 439,50     | 208              | Granadilla de Abona        |
| Güímar                         | 4         | 59.353           | 231,49     | 256              | Güímar                     |
| Icod de los Vinos              | 6         | 46.974           | 264,27     | 178              | Icod de los Vinos          |
| Los Llanos de Aridane          | 7         | 41.920           | 427,36     | 98               | Los Llanos de Aridane      |
| La Orotava                     | 6         | 77.586           | 340,13     | 228              | La Orotava                 |
| Puerto de la Cruz              | 1         | 31.370           | 8,73       | 3.593            | Puerto de la Cruz          |
| San Cristóbal de La Laguna     | 4         | 205.687          | 176,87     | 1.163            | San Cristóbal de La Laguna |
| San Sebastián de la Gomera     | 6         | 22.436           | 369,75     | 61               | San Sebastián de La Gomera |
| Santa Cruz de la Palma         | 7         | 43.184           | 280,97     | 154              | Santa Cruz de La Palma     |
| Santa Cruz de Tenerife         | 2         | 229.342          | 189,99     | 1.207            | Santa Cruz de Tenerife     |
| Valverde                       | 3         | 11.806           | 268,72     | 44               | Valverde                   |
| Provinz Santa Cruz de Tenerife | 54        | 1.074.409        | 3.381,16   | 318              | Santa Cruz de Tenerife     |

## Größte Gemeinden
Stand: 2024
| Gemeinde                   | Einwohner |
| -------------------------- | --------- |
| Santa Cruz de Tenerife     | 211.359   |
| San Cristóbal de La Laguna | 160.258   |
| Arona                      | 86.624    |
| Granadilla de Abona        | 57.143    |
| Adeje                      | 50.549    |
| La Orotava                 | 42.585    |
| Los Realejos               | 37.522    |
| Puerto de la Cruz          | 31.377    |
| Candelaria                 | 28.795    |
| Tacoronte                  | 24.746    |
| Icod de los Vinos          | 24.285    |
| San Miguel de Abona        | 23.138    |
| Guía de Isora              | 22.642    |
| Güímar                     | 21.716    |
| Los Llanos de Aridane      | 20.283    |
| El Rosario                 | 17.983    |
| Santa Cruz de La Palma     | 15.565    |
| Santa Úrsula               | 15.386    |
| Santiago del Teide         | 12.373    |
| Tegueste                   | 11.405    |

Kleinste Gemeinde ist Agulo mit 1.108 Einwohnern.